# Jim Fuchs
James Emanuel Fuchs, conegut com a Jim Fuchs, (Chicago, Estats Units 1927 - Nova York 2010) fou un atleta nord-americà, especialista en llançament de pes i llançament de disc.

## Biografia
Va néixer el 6 de desembre de 1927 a la ciutat de Chicago, població situada a l'estat d'Illinois.
Va morir a la seva residència de Nova York el 8 d'octubre de 2010.

## Carrera esportiva
Va participar, als 20 anys, en els Jocs Olímpics d'Estiu de 1948 celebrats a Londres (Regne Unit), on va aconseguir guanyar la medalla de bronze en la prova de llançament de pes amb un tir de 16.420 metres, un metall que aconseguí revalidar en els Jocs Olímpics d'Estiu de 1952 realitzats a Hèlsinki (Finlàndia) amb un tir de 17.06 metres.
Al llarg de la seva carrera guanyà dues medalles d'or en els Jocs Panamericans l'any 1951, una en el llançament de pes i una altra en el llançament de disc.
El 28 de juliol de 1949 establí un nou rècord del món en el llançament de pes al fer un tir de 17.79 metres, una distància que ell mateix aconseguí ampliar fins als 17.95 metres el 22 d'agost de 1950. Aquest rècord fou vigent fins al 9 de maig de 1953 quan en el també nord-americà Parry O'Brien feu un tir de 18.00 metres.